# Водени цвет (лист)
Водени цвет (лист) – Ephemera vulgata – излазио је од 30. маја до 1. јуна 1908. године у Београду.

## О часопису
Лист Водени цвет је био први шаљиви лист које је покренуло Српско новинарско удружење. Уредник листа је био Бранислав Ђ. Нушић, председник новинарског удружења, а главни сарадник је био Брана Ђ. Цветковић. Брана Ђ. Цветковић је цртао карикатуре и за овај лист. Поред њега, значајан је допринос и сарадника Наума Димитријевића Сколомерије, некадашњег покретача и уредника сатиричног листа Геџа. Нушић се у Воденом цвету исказао и као сатиричар. Лист је покренут на Ади Циганлији, где се одржавао "Тројички сабор", а уз подршку самог краља Петра Првог Карађорђевића. На Ади Циганлији су били постављени павиљони за народну забаву, а познато је да је за време вашара и карневала и цензура била толерантнија према слободније написаним чланцима.

## Значај часописа
Водени цвет, као прво издање Српског новинарског удружења, може се сматрати претечом најбољих листова српске шаљиве периодике у 20. веку, јер је удружење после Воденог цвета покренуло своје шаљиве листове Ошишани јеж (1935) и Јеж (1945). То је можда и највећи допринос овог "адациганлијског" листа српској шаљивој периодици.

## Периодичност излажења
Лист Водени цвет - Ephemera vulgata излазио је од 30. маја (број 1) до 1. јуна (број 3), 1908. године у Београду., мада се наводи и податак да је излазио од 28. до 30. маја 1908. године.